# Stojan Saimow

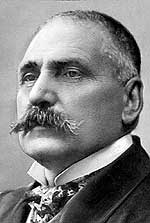
Stojan Saimow

Stojan Stojanow Saimow (auch Stoyan Stoyanov Zaimov geschrieben; bulgarisch Стоян Стоянов Заимов; * 12. August 1853 in Tschirpan, damals Osmanisches Reich; † 9. September 1932 in Plewen, Bulgarien) war ein bulgarischer Revolutionär, Freiheitskämpfer, Autor und Direktor der bulgarischen Nationalbibliothek.

## Leben

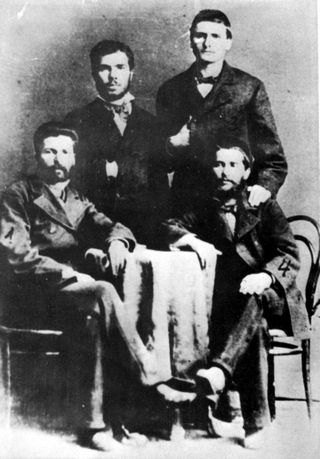
Für die Freiheit: Stefan Stambolow mit Sachari Stojanow, Stojan Saimow und Nikola Obretenow

Saimow war Mitorganisator und Führer des blutig niedergeschlagenen Aprilaufstandes (1876). Er war Hauptapostel (Anführer) der Aufständischen in der III. revolutionären Region Wraza. Während des Aufstandes wurde Saimow gefangen genommen und von den osmanischen Behörden zum Tode verurteilt. Das Todesurteil wurde nach Eingreifen der Großmächte in lebenslänglich umgewandelt und Saimow wurde im Gefängnis Akkon in der Festung Akkon (heute in Israel) eingesperrt.
Nach dem Frieden von San Stefano 1878 wurde Saimow, wie alle Gefangenen des Aprilaufstandes, freigelassen und er kehrte in das mittlerweile befreite Bulgarien zurück. 1886 begründete er die Zeitschrift „Училищен преглед“ (zu dt. etwa: Schulreview). Zwischen 1903 und 1908 war Saimow Direktor der bulgarischen Nationalbibliothek.

## Bibliographie
- Миналото. Белетристични и исторически очерци из областта на българските движения от 1870–1877 година в 4 тома (1884–1888);
- Васил Левски Дяконът. Кратка биография, написана по повод откриване на паметника (1895)
- Васил Левски Дяконът. Кратка биография, написана по повод откриване на паметника (1897)
- Миналото. Етюди върху записките на Захари Стоянов (1895)
- Миналото. Очерки и спомени из деятелността на българските тайни революционни комитети от 1869–1877 г. Buch I-III (1898–1899)
- Светите места на признателна България (1912)